# Janusz Kowalski
Janusz Kowalski (nascido em 8 de junho de 1952) é um ex-ciclista polonês. Venceu a edição de 1976 da Volta à Polônia.